# ولکا خملیشتنا
ولکا چملیشتنا (به لاتین: Velká Chmelištná) یک ناحیه در جمهوری چک است که در Rakovník District واقع شده‌است.